# Appalachia

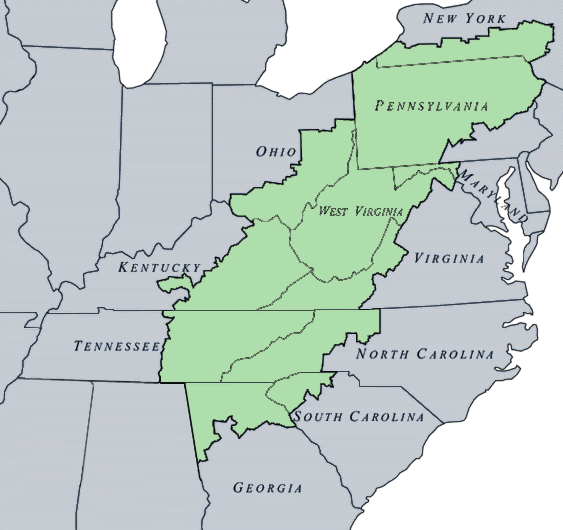
Định nghĩa truyền thống của Appalachia

Appalachia (phát âm như "A-pa-lấy-sa" hay "A-pa-lát-cha") là tên chỉ đến vùng ở miền Đông Hoa Kỳ kéo dài từ Tiểu bang New York đến Mississippi. Nằm chung quanh dãy Appalachian, nó bao gồm những khu vực nông thôn, thành thị, và công nghiệp. Tuy có phần của dãy Appalachian kéo qua Maine vào Canada, nhưng ít khi miền New England được bao gồm trong định nghĩa của Appalachia.
Hơn 20 triệu người sống ở Appalachia, trong một miền khoảng cỡ Vương quốc Anh. Miền này nhiều núi, thường cô lập; nó kéo dài từ biên giới Mississippi và Alabama về phía nam tới Pennsylvania và New York về phía bắc. Appalachia cũng bao gồm những tiểu bang Georgia, Nam Carolina, Bắc Carolina, Tennessee, Virginia, Kentucky, Ohio, Maryland, và cả tiểu bang Tây Virginia.

## Tên gọi
Tên "Appalachia" bắt nguồn từ "Appalachian" và được tạo ra để có tên chính trị chỉ đến miền ở trong và chung quanh dãy núi. Tên "Appalachian" từ thổ dân Apalachee ở miền Bắc Florida ngày xưa. Sau cuộc thám hiểm của Hernando de Soto, các nhà vẽ bản đồ Tây Ban Nha bắt đầu dùng tên dân tộc này để chỉ đến dãy núi. Nghĩa này chỉ được xài phổ biến từ cuối thế kỷ 19. Tên phổ biến hơn là "dãy Allegheny", "Alleghenies", và ngay cả "Alleghania". Vào đầu thế kỷ 19, nhà văn Washington Irving đề nghị đổi tên Hoa Kỳ thành "Appalachia" hay "Alleghania" (Stewart 1967:173).
Có vài cách phát âm tên "Appalachia". Người miền Nam Hoa Kỳ thường đọc /æpə'lætʃʲə/ (như "A-pa-lát-cha"), còn những người khác, nhất là từ miền Đông Bắc, thường đọc /æpə'leɪʃʲə/ ("A-pa-lấy-sa"). 

## Văn hóa
Trước thế kỷ 20, dân Appalachia cô lập khỏi những vùng khác trong nước. Vì thế, họ bảo tồn văn hóa của tổ tiên (phần nhiều là người Anh, Scotland, Scotland-Ireland (Scots-Irish), và Ireland), tức là những người đến ở vào thế kỷ 18. Văn hóa ở miền này bao gồm văn hóa truyền khẩu mạnh (thí dụ nhạc), tự phụ, và niềm tin tôn giáo vững chắc. Vào phần cuối thế kỷ 19, các lớp than đá được lấy ra đất, mang nhiều dân nhập cư từ Ireland và Trung Âu đến vùng. Sự công nghiệp hóa này dẫn đến thành thị hóa thêm.

Các đới Appalachia ở Hoa Kỳ theo Trung tâm Khảo sát Địa chất Hoa Kỳ (USGS)

Từ lâu bị miêu tả là mở mang chưa đầy đủ, Appalachia mới được các sử gia và nhà nhân loại học miêu tả thông cảm hơn vào những thập niên gần đây. Dự án Foxfire, một hợp tuyển bài viết, được bắt đầu năm 1972; nó cầu đến phản văn hóa và làm cho giới học viện để ý đến vùng. Được xây năm 1936, Đường mòn Appalachian kéo dài từ Georgia đến Maine và cũng giúp mở vùng ra cho những người đi bộ đường dài và người thích ngoài trời từ khắp thế giới.

## Ủy ban Miền Appalachia
Ủy ban Miền Appalachia (Appalachian Regional Commission, ARC) được thành lập bởi Quốc hội Hoa Kỳ năm 1965 để hiện đại hóa kinh tế của 13 tiểu bang vùng Appalachia. Ủy ban này là hiệp hội của các chính phủ liên bang, tiểu bang, và địa phương, và có mục đích cải tiến chất lượng cuộc sống ở vùng này. ARC định nghĩa vùng Appalachia để bao gồm 406 quận, trong đó có cả Tây Virginia và những quận ở 12 tiểu bang khác: Alabama, Georgia, Kentucky, Maryland, Mississippi, New York, Bắc Carolina, Ohio, Pennsylvania, Nam Carolina, Tennessee, và Virginia. ARC là một tổ chức đặt kế hoạch, nghiên cứu, biện hộ, và cấp vốn; nó không có quyền quản trị.
Phạm vi địa lý của ARC được định nghĩa khá rộng để phục vụ càng nhiều khu vực mở mang chưa đầy đủ càng tốt; nó lớn hơn vùng thường được gọi là "Appalachia". Thí dụ, nhiều phần Alabama và Mississippi được phục vụ bởi ủy ban do những vấn đề thất nghiệp và nghèo đói giống như ở Appalachia. Phạm vi rộng của ARC cũng phát sinh từ hiện tượng "rổ thịt", do các chính khách ở ngoài vùng Appalachia truyền thống thấy cơ hội để mang tiền liên bang về mua chuộc các cử tri.  Lưu trữ ngày 3 tháng 2 năm 2006 tại Wayback Machine

## Kinh tế
Từ xưa đến nay, kinh tế Appalachia dựa trên nông nghiệp, mỏ than, khai thác gỗ, và (ở các thành phố) công nghiệp. Vào cuối thế kỷ 20, du lịch và ngành xây nhà bắt đầu có vai trò lớn hơn.
Khai thác than, ngành đặc biệt của Appalachia theo con mắt của người ở bên ngoài, vẫn còn quan trọng, nhưng nó không quan trọng như người ở những vùng khác tưởng. Than chỉ được khai thác ở một số vùng trong miền Appalachia truyền thống.  Số công việc khai thác than khắp vùng nói chung là đã đi xuống trong vài thập niên nay do máy móc hóa, bất kể số việc tăng lên vào năm 2004.  Với thu nhập một năm là 55.000 đô la, những người Appalachian làm nghề đào than kiếm được nhiều tiền hơn phần nhiều người địa phương khác, nhưng chỉ có khoảng 50.000 người đào than ở Appalachia năm 2004. 
Các hạn chế về than chứa nhiều lưu huỳnh vào thập niên 1980 làm một số mỏ phải đóng cửa. Chi phí cao còn lại của các hoạt động khai thác than ngày xưa – y tế cho người về hữu, việc khai hoang môi trường, và chương trình bồi thường về bệnh bụi phổi silic – có nhiều ảnh hưởng vào kinh tế mỏ than của Appalachia. Vùng này vẫn có nguồn dự trữ than rất lớn; tuy nhiên, những lớp than dày nhất và dễ khai thác nhất phần nhiều đã được tận dụng, làm trở ngại việc cạnh tranh với những vùng mỏ than rẻ tiền như Colombia, miền Tây Hoa Kỳ, và nhất là lưu vực sông Powder. Vào khoảng 2/3 than ở Appalachia được đào từ dưới đất; 1/3 kia được khai thác dùng strip mining. 